# Роммел, Эдди
Эдвин Америкус Роммел (англ. Edwin Americus Rommel, 13 сентября 1897, Балтимор, Мэриленд — 26 августа 1970, там же) — американский бейсболист, питчер. Выступал в Главной лиге бейсбола с 1920 по 1932 год. Всю карьеру провёл в составе клуба Филадельфия Атлетикс. Победитель Мировой серии 1929 года. После завершения в течение 22 лет работал ампайром в Американской лиге.

## Биография

### Ранние годы и начало карьеры
Эдвин Роммел родился 13 сентября 1897 года в Балтиморе. Он был младшим из семи детей в семье торговца Фредерика Роммела и его супруги Луизы. В бейсбол он начал играть во время учёбы в школе, позднее стал игроком независимой команды из Сифорда. В годы Первой мировой войны Роммел работал на судостроительной верфи. В 1917 году он дебютировал в профессиональном бейсболе в составе команды Лиги Блу-Ридж «Хановер Рэйдерс». Тогда же он начал пробовать бросать наклбол, позднее ставший его основной подачей.
В 1918 году он перешёл в «Ньюарк Беарс». В чемпионате Международной лиги он одержал двенадцать побед при пятнадцати поражениях, но показатель пропускаемости Роммела составил всего 2,22. Его игра привлекла внимание главного тренера клуба «Нью-Йорк Джайентс» Джона Макгро. В межсезонье контракт Роммела был выкуплен, но за несколько дней до начала сезона 1919 года его вернули обратно. В составе «Беарс» он провёл ещё один чемпионат, выиграв 22 матча при 15 поражениях с пропускаемостью 2,48. В матче против «Торонто Мэйпл Лифс» он сыграл ноу-хиттер. После завершения сезона Роммел был приобретён «Филадельфией».

### Филадельфия Атлетикс
В первом сезоне Роммела в Главной лиге бейсбола команда заняла последнее место в шестой раз подряд. Сам он принял участие в 33 матчах, выходя как в стартовом составе, так и на замену, и одержал семь побед при семи поражениях. С показателем пропускаемости 2,85 он стал четвёртым среди всех питчеров лиги. В 1921 году Роммел с шестнадцатью победами стал лучшим в команде. Ещё через год Атлетикс ушли с последнего места в турнирной таблице. Сезон 1922 года стал лучшим в карьере питчера. Он выиграл 27 матчей и занял второе место в голосовании, определявшем самого ценного игрока Американской лиги.
В 1923 и 1924 годах Роммел одержал по восемнадцать побед. В 1925 году он с 21 победой стал лучшим в лиге, а «Атлетикс» заняли второе место. На этом этапе карьеры он играл около пятидесяти матчей за сезон. После этого тренер «Филадельфии» Конни Мак использовал Роммела как универсального игрока, выпуская его в стартовом составе, реливером в середине матча и клоузером. В период с 1927 по 1929 год его соотношение побед и поражений составляло 78,3 %, лучший показатель среди всех стартовых питчеров лиги. В успешной для «Атлетикс» Мировой серии 1929 года Роммел одержал победу в четвёртом матче. Также он принимал участие в играх Мировой серии 1931 года, которую «Филадельфия» проиграла «Сент-Луису» со счётом 3:4.
Последний сезон в карьере Роммел отыграл в 1932 году. В составе «Атлетикс» он выступал в течение тринадцати лет, одержав за это время 171 победу. Он стал одним из первых в лиге питчеров, активно использовавших наклбол. Историк бейсбола Том Мал в своей книге «The Spitball/Knuckleball Book» прямо назвал Роммела «отцом современного наклбола».

### Тренер и ампайр
Отчислив Роммела из команды, Конни Мак предложил ему работу тренера. Тот согласился и занимался этим в течение двух лет. В 1935 году Роммел был играющим главным тренером фарм-клуба «Атлетикс» «Ричмонд Колтс». После этого Мак предложил ему попробовать стать ампайром. Судейством бейсбольных матчей в то время занимался его старший брат Эрнест и Роммел согласился. В течение последующих трёх лет он вместе с другим бывшим игроком Джорджем Пипграсом работали ампайрами на играх младших лиг. Успешно пройдя этот испытательный срок, в 1938 году Роммел стал обслуживать игры Главной лиги бейсбола. Этим он занимался до конца 1959 года. Роммел работал на шести Матчах всех звёзд лиги и двух Мировых сериях.

### После бейсбола
С 1959 по 1966 год Роммел работал в канцелярии губернатора Мэриленда Милларда Тоуза. Работу он совмещал с помощью бейсбольным школам, открытым для военнослужащих в Японии и Западной Германии.
Эдди Роммел скончался в своём доме в Балтиморе 26 августа 1970 года.